# Lasciate in pace i koala
Lasciate in pace i koala (Don't Blame the Koalas) è una serie televisiva australiana in 26 episodi trasmessi per la prima volta nel corso di una sola stagione nel 2002. È una commedia per ragazzi ambientata nel Waratah Park, un parco naturale vicino a Sydney.

## Trama
La famiglia King, proveniente dalla Gran Bretagna, si trasferisce al Waratah Park convinta di avere ereditato un ranch.

## Personaggi e interpreti
- Kate King (26 episodi, 2002), interpretata da Basia A'Hern.
- Mark King (26 episodi, 2002), interpretato da Shaun Loseby.
- Gemma King (26 episodi, 2002), interpretata da	Hollie Chapman.
- Greg King (26 episodi, 2002), interpretato da Liam Hess.
- Gabrielle King (26 episodi, 2002), interpretata da Fiona Terry.
- Chris King (26 episodi, 2002), interpretato da	Henry Nixon.
- Vinnie (26 episodi, 2002), interpretato da Anh Do.
- Mrs. Krantz (7 episodi, 2002), interpretata da	Wendy Strehlow.
- Chicka (6 episodi, 2002), interpretato da Brett Bennett.
- Conga (6 episodi, 2002), interpretato da Joshua Lucas.
- Preside (4 episodi, 2002), interpretato da Roy Billing.
- Mr. White (4 episodi, 2002), interpretato da Andrew Crabbe.
- Sophia Vignatti (4 episodi, 2002), interpretata da Jessica Levett.
- Maria Vignatti (3 episodi, 2002), interpretata da Lily Rose.

## Produzione
La serie fu prodotta da Southern Star Entertainment

### Registi
Tra i registi della serie sono accreditati:
- Ralph Strasser in 8 episodi (2002)
- Kevin James Dobson in 6 episodi (2002)
- Marcus Cole
- Raymond Quint

## Distribuzione
La serie fu trasmessa in Australia dal 16 ottobre 2002 al 30 marzo 2003 sulla rete televisiva ABC3. In Italia è stata trasmessa dall'autunno del 2003 su RaiSat Ragazzi e poi dal gennaio del 2007 su RaiSat Smash con il titolo Lasciate in pace i koala.
Alcune delle uscite internazionali sono state:
- in Australia il 16 ottobre 2002 (Don't Blame the Koalas)
- nel Regno Unito il 6 ottobre 2002
- negli Stati Uniti (Don't Blame Me)
- in Ungheria l'8 febbraio 2005
- in Finlandia (Ei se ole koalan syy)
- in Germania (Koalas und andere Verwandte)
- in Italia (Lasciate in pace i koala)

## Episodi
| Stagione       | Episodi | Prima TV Australia | Prima TV Italia |
| -------------- | ------- | ------------------ | --------------- |
| Prima stagione | 26      | 2002               | 2003            |